# ربل ویلسون
ربل ویلسون (انگلیسی: Rebel Wilson؛ زادهٔ ۳ فوریهٔ ۱۹۸۰) یک هنرپیشه، فیلم‌نامه‌نویس و تهیه‌کننده اهل استرالیا است. وی از سال ۲۰۰۳ میلادی تاکنون مشغول فعالیت بوده‌است.
همچنین او در سال ۲۰۲۲ مجری هفتاد و پنجمین دوره جوایز بفتا در رویال آلبرت هال، لندن بود.

## فیلم‌شناسی
فهرست برخی از فیلم‌هایی که ربل ویلسون در آنها به ایفای نقش پرداخته‌است:
- روح‌سوار (۲۰۰۷)
- ساقدوش‌ها (۲۰۱۱)
- چند مرد عالی (۲۰۱۱)
- زنان ازدواج‌نکرده (۲۰۱۲)
- وقتی حامله هستی باید منتظر چه چیزی باشی (۲۰۱۲)
- عصر یخبندان: رانش قاره‌ای (۲۰۱۲)
- آوازخوان حرفه‌ای (۲۰۱۲)
- رنج و گنج (۲۰۱۳)
- شب در موزه: راز مقبره (۲۰۱۴)
- آوازخوان حرفه‌ای ۲ (۲۰۱۵)
- چگونه مجرد باشیم (۲۰۱۶)
- گریمزبی (۲۰۱۶)
- آوازخوان حرفه‌ای ۳ (۲۰۱۷)
- فریب‌کاری (۲۰۱۹)
- آیا این عاشقانه نیست (۲۰۱۹)
- جوجو خرگوشه (۲۰۱۹)
- گربه‌ها (۲۰۱۹)
- دانش آموز سال آخری (۲۰۲۲)
- عروس سرسخت (۲۰۲۵)